# Claternae
Claternae (łac. Dioecesis Claternensis) – stolica historycznej diecezji w Italii erygowanej w III wieku, a skasowanej w wieku VI.
Współczesne miasto Ozzano dell’Emilia w prowincji Bologna we Włoszech. Obecnie katolickie biskupstwo tytularne ustanowione w 1966 przez papieża Pawła VI.

## Biskupi tytularni
| Lp. | Biskup                     | Funkcja                              | Od               | Do               |
| --- | -------------------------- | ------------------------------------ | ---------------- | ---------------- |
| 1   | Bartolomé Carrasco Briseño | biskup pomocniczy Antequery (Meksyk) | 18 maja 1967     | 11 czerwca 1971  |
| 2   | Ricardo Vidal              | biskup koadiutor Malolos (Filipiny)  | 10 września 1971 | 22 sierpnia 1973 |
| 3   | Deogracias Iñiguez         | biskup pomocniczy Malolos (Filipiny) | 3 lipca 1985     | 27 grudnia 1989  |
| 4   | Antonio Rañola             | biskup pomocniczy Cebu (Filipiny)    | 24 lutego 1990   |                  |